# Cathartornis gracilis
Cathartornis gracilis är en förhistorisk utdöd fågel i likaledes utdöda familjen teratorner inom ordningen hökfåglar. Den beskrevs 1947 utifrån fossila lämningar funna i Rancho La Brea i Kalifornien, USA. Fynden anses vara mellan 10.000 och 40.000 år gamla.